# Francuski revolucionarni ratovi
Francuski revolucionarni ratovi je naziv koji se koristi za seriju oružanih sukoba koje je revolucionarna Francuska vodila s raznim europskim državama u razdoblju od 1792. do 1802. godine. Ti se ratovi obično dijele na dva razdoblja – Rat Prve koalicije (1792. – 1797.) i Rat Druge koalicije (1798. – 1802.), iako je Francuska od 1793. besprestano bila u ratu s Velikom Britanijom.
Te je ratove potaknuo i revolucionarni zanos Francuske, koja je, nakon početnih neuspjeha prihvatila cijeli niz inovacija u vojnoj organizaciji i tehnici, od kojih je možda najvažnija masovna regrutacija stanovništva, koja joj je omogućila stvaranje dotada rekordno velike vojske, a nakon toga i osvajanje Nizozemske, Porajnja i Italije. 
Ratovi su završili Mirom u Amiensu 1802. godine, ali je samo godinu dana kasnije izbio sukob koji je označio početak novog razdoblja poznatog kao Napoleonski ratovi. Određeni povjesničari i napoleonske ratove smještaju u francuske ratove i smatraju ih dijelom šire cjeline poznate kao Veliki francuski rat.

## Povezano
- Bitka kod Lonata 1796.